# Trichopterigia nigrisculpta
Trichopterigia nigrisculpta là một loài bướm đêm trong họ Geometridae.